# Renegades
Renegades — четвёртый студийный альбом американской рэп-метал-группы Rage Against the Machine, выпущенный 5 декабря 2000 года лейблом Epic Records. Запись проходила в Cello Studios (Голливуд) и в The Village Recorder (Лос-Анджелес). Альбом состоит из кавер-версий песен таких артистов как Брюс Спрингстин, Боб Дилан, Minor Threat, Eric B. & Rakim, EPMD, MC5, The Rolling Stones, Cypress Hill и Devo. Альбом вышел после того, как Зак де ла Роча покинул группу. После релиза Renegades три оставшихся члена группы создали новый коллектив Audioslave, а на место вокалиста пригласили Криса Корнелла из Soundgarden. Тем не менее, RAtM выпустили Live at the Grand Olympic Auditorium, концертный альбом содержащий записи двух последних концертов в Лос-Анджелесе, 12 и 13 сентября 2000 года, после которых группа распалась. За месяц с начала продаж альбому был присвоен статус платинового.

## Оформление
Обложка альбома представляет собой пародию на работу поп-арт художника Роберта Индиана LOVE, с замененным словом «LOVE» на «RAGE». Альбом издавался с четырьмя вариантами расцветки обложки. К альбому так же прилагалась стихотворение Джоша Коппела. В оформление альбома также вошла фотография долларовой купюры с надписью на обороте «YOU ARE NOT A SLAVE».
| Совокупная оценка    | Совокупная оценка                                                                  |
| Источник             | Оценка                                                                             |
| -------------------- | ---------------------------------------------------------------------------------- |
| Metacritic           | 78/100                                                                             |
| Оценки критиков      |                                                                                    |
| Источник             | Оценка                                                                             |
| AllMusic             | [ 4 ]                                                                              |
| Entertainment Weekly | A−                                                                                 |
| Melody Maker         | 3,5 из 5 звёзд · 3,5 из 5 звёзд · 3,5 из 5 звёзд · 3,5 из 5 звёзд · 3,5 из 5 звёзд |
| NME                  | 8/10                                                                               |
| Q                    | 3 из 5 звёзд · 3 из 5 звёзд · 3 из 5 звёзд · 3 из 5 звёзд · 3 из 5 звёзд           |
| Rolling Stone        | [ 7 ]                                                                              |

## Список композиций
| №   | Название                      | Оригинальный исполнитель  | Длительность |
| --- | ----------------------------- | ------------------------- | ------------ |
| 1.  | «Microphone Fiend»            | Eric B. & Rakim (1988)    | 5:01         |
| 2.  | «Pistol Grip Pump»            | Volume 10 (1994)          | 3:18         |
| 3.  | «Kick Out the Jams»           | MC5 (1969)                | 3:11         |
| 4.  | «Renegades of Funk»           | Afrika Bambaataa (1983)   | 4:35         |
| 5.  | «Beautiful World»             | Devo (1981)               | 2:35         |
| 6.  | «I'm Housin'»                 | EPMD (1988)               | 4:56         |
| 7.  | «In My Eyes»                  | Minor Threat (1981)       | 2:54         |
| 8.  | «How I Could Just Kill a Man» | Cypress Hill (1991)       | 4:04         |
| 9.  | «The Ghost of Tom Joad»       | Брюс Спрингстин (1995)    | 5:38         |
| 10. | «Down on the Street»          | The Stooges (1970)        | 3:38         |
| 11. | «Street Fighting Man»         | The Rolling Stones (1968) | 4:42         |
| 12. | «Maggie's Farm»               | Боб Дилан (1965)          | 6:54         |

| №   | Название                             | Оригинальный исполнитель | Длительность |
| --- | ------------------------------------ | ------------------------ | ------------ |
| 13. | «Kick Out the Jams» (Live)           | MC5 (1969)               | 4:31         |
| 14. | «How I Could Just Kill a Man» (Live) | Cypress Hill (1991)      | 4:30         |

## Участники записи
- Rage Against the Machine — сопродюсеры
- Зак де ла Роча — вокал, MC
- Том Морелло — гитара
- Тим Коммерфорд — бас-гитара, бэк-вокал
- Брэд Уилк — ударные
- Sen Dog — вокал на концертной версии  «How I Can Just Kill A Man»
- B-Real — вокал на концертной версии «How I Can Just Kill A Man»
- Рик Рубин — продюсер
- Брендан О’Брайан — продюсер «The Ghost Of Tom Joad»
- Джим Скотт — звукоинженер
- Дэвид Шифман — звукоинженер
- Рич Кости — микширование

## Чарты
Альбом
| Чарт (2000)           | Позиция |
| --------------------- | ------- |
| Billboard 200         | 14      |
| Canadian Albums Chart | 13      |
| Polish Albums Chart   | 33      |
| UK Albums Chart       | 71      |
| Top Internet Albums   | 14      |

Синглы
| Год  | Сингл                         | Чарт                   | Поз |
| ---- | ----------------------------- | ---------------------- | --- |
| 2000 | «Renegades of Funk»           | Modern Rock Tracks     | 9   |
| 2000 | «Renegades of Funk»           | Mainstream Rock Tracks | 19  |
| 2001 | «How I Could Just Kill a Man» | Modern Rock Tracks     | 37  |
| 2001 | «How I Could Just Kill a Man» | Mainstream Rock Tracks | 39  |